# 多摩平団地

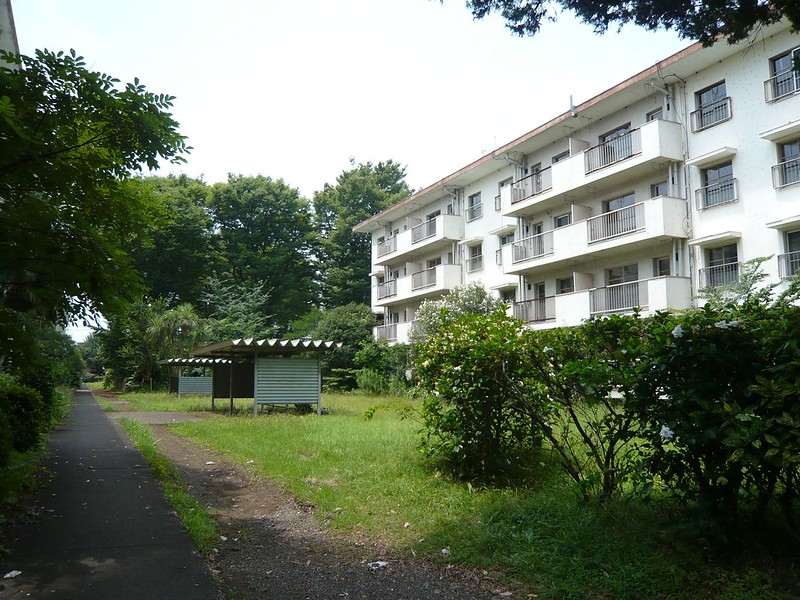

多摩平団地（たまだいらだんち）は、日本住宅公団が東京都日野市に造成した大規模公団住宅。所在地は日野市多摩平4丁目6ほか。1958年（昭和33年）竣工。同年より入居開始された。
1997年（平成9年）から住棟の老朽化を理由として建て替えが行われ、2002年（平成14年）春からは新築棟への入居も順次開始された。現在は都市再生機構の団地を中心とした再開発地域「多摩平の森」へと全面的に建て替えられている。

## 概要
住棟配置の設計は津端修一。津端は「明るく開放的で緑にあふれた団地」というテーマに沿ってこの団地を設計した。そのため、敷地内に元々あった植生をそのまま残した上、多数の植樹が行われて豊富な緑があった。そうした自然環境を反映し、入居者募集当時のパンフレットには「富士の見えるニュータウン・40万坪の緑の街」と謳われていた。また当団地には、プレキャストコンクリートパネルを組み立てる「ティルトアップ工法」によって造られた、初めてのテラスハウスがあった。
竣工・入居開始した1958年（昭和33年）当時はまだ旧日野町で、町の人口は3万人程度であった。団地建設後の1963年（昭和38年）11月3日に市制施行して日野市となった。団地の建設用地は、元は畑が広がる台地であった。
まだ多摩地域では上下水道下水道の普及率が低く、井戸水や汲取式トイレに頼っていた1950年代に、団地内には専用の下水処理場を備え、テラスハウスには洋式水洗トイレが完備されていた。最寄り駅の国電豊田駅前には、伊勢丹、丸井、髙島屋ストアーほか百貨店などが立ち並び、まだ農村地帯であった当地の住民からは、近代的な団地は憧れの的となった。

## 基本データ（建て替え前）
- 竣工 - 1958年（昭和33年）
- 構成 - 250棟、全2,792戸
  - 中層フラット棟 - 68棟（4階建て・3階建て、北・南廊下型）

中層フラット棟の内訳は、1DKが696戸、2DKが556戸、3Kが634戸の計1886戸。
  - テラスハウス - 179棟（2階建て・1階建て）

テラスハウスの内訳は、3Kが720戸、3DKが76戸、4Kが68戸、4DKが6戸の計870戸。
  - 店舗棟 - 3棟

店舗棟の内訳は、計36戸。

## 交通
- JR中央線豊田駅北口より徒歩7分～15分[1]
  - 豊田駅北口ロータリーより、京王バス・日野市ミニバスの便もある。